# Werner Hess
Werner Hess (* 13. Oktober 1914 in Frankfurt am Main; † 11. April 2003 in München) war ein deutscher evangelischer Pastor, Filmbeauftragter seiner Kirche und von 1962 bis 1981 Intendant des Hessischen Rundfunks.

## Leben
Werner Hess studierte Evangelische Theologie, Germanistik und Theaterwissenschaft. 1939 wurde er Stadtvikar in Frankfurt am Main. Von 1939 bis 1945 war er im Kriegsdienst und von 1945 bis 1960 Pfarrer der Bethlehemgemeinde in Frankfurt-Ginnheim. Hess war maßgeblich am Aufbau der evangelischen Filmarbeit in der frühen Bundesrepublik beteiligt.
Als Pastor der Evangelischen Kirche in Hessen und Nassau arbeitete er von 1949 bis 1960 als Filmbeauftragter der Evangelischen Kirche in Deutschland. 1951 wurde er zusätzlich Fernsehbeauftragter und gilt als Erfinder des Wort zum Sonntag. In dieser Zeit schrieb Hess auch mit Franz Oertel zusammen das Drehbuch zum Film Der gehorsame Rebell, der 1952 erschien. Als Nebendarsteller wirkte er 1972 in dem sozialkritischen Film Das Unheil mit.
1956 wurde er zum Vorsitzenden des Vorbereitenden Ausschusses des Deutschen Evangelischen Kirchentags in Frankfurt am Main gewählt.
Seit 1948 war er Mitglied des Rundfunkrates beim Hessischen Rundfunk. 1959 wurde er dessen Vorsitzender. Von 1960 bis 1962 war er Fernsehprogrammdirektor, von 1962 bis 1981 Intendant des Hessischen Rundfunks. 
Im Gedenken an seine Ehefrau Marielies Hess wurde 1966 die Marielies-Hess-Stiftung gegründet.

## Ehrungen
1974 erhielt Hess die Goethe-Plakette des Landes Hessen. Am 30. November 1979 wurde Werner Hess mit der Wilhelm-Leuschner-Medaille ausgezeichnet.

## Schriften
- Martin Luther. Eine Einführung in sein Leben. Evangelisches Verlagswerk, Stuttgart 1954.
- Verkündigung durch Massenmedien? In: Heinz Zahrnt, Axel Seeberg (Hrsg.): Abschied vom Christentum? Hamburg 1964, S. 205 ff.